# Заря (Павлодарская область)
Заря (каз. Заря) — село в Павлодарском районе Павлодарской области Казахстана. Административный центр Заринского сельского округа, в который также входят сёла Подстёпка, Бирлик, Жертумсык. Код КАТО — 556045100. 

## География
Расположено на правом берегу Иртыша в 22 км к юго-востоку от Павлодара.

## История
С 1921 года на месте села существовала коммуна «Заря». В 1962 году на базе бывших отделений совхозов «Шакат» и № 499 был создан овоще-молочный совхоз «Заря», центральная усадьба которого располагалась в селе.

## Население
В 1985 году население села составляло 1068 человек, в 1999 году — 1280 человек (612 мужчин и 668 женщин). По данным переписи 2009 года, в селе проживало 1367 человек (652 мужчины и 715 женщин).